# Trigger Happy TV
Trigger Happy TV (trigger happy; dt: schießwütig, alternativ auch Happy Trapper TV) war eine britische Unterhaltungssendung mit versteckter Kamera im Fernsehen, die sich im weitesten Sinn als Anarcho-Comedy bezeichnen lässt. Erfinder, Produzent und Hauptdarsteller ist Dom Joly.

## Inhalt
Ein Hauptmotiv der Sendung war ein Scherz, bei dem Dom Joly Anrufe auf einem riesigen Handy annahm und aus voller Kehle hineinschrie, meist in einer eher leisen Umgebung wie einer Kunstgalerie oder einer Bibliothek. Andere Beispiele für den bizarren britischen Humor, der die gesamte Sendung prägt: ein vermeintlicher Reporter, der während vieler Interviews mit nicht eingeweihten Prominenten störende Dritte wie Straßenmusiker körperlich attackiert, oder ein Kammerjäger, der in eine Wohnung gerufen wird, um einen Mann im Mäusekostüm zu vertreiben.
Vielerlei Tierkostüme (Hase, Eichhörnchen, Schnecke, Wurm usw.) sind ein wesentliches Element der bizarren Späße. Das zweite wesentliche Element ist das Überraschungsmoment (z. B. spricht ein Mann mit vielen Piercings und zerfetzter, mit Kriegsparolen beschrifteter Kleidung Passanten auf der Straße an, um über klassische Musik oder auch intellektuelle Kultur zu sprechen).
Deutscher Synchronsprecher von Dom Joly war Peer Augustinski.

## Ausstrahlung
Im Herkunftsland England wurde die Serie von Januar 2000 bis Juli 2003 auf Channel 4 gesendet.
Im deutschen Fernsehen wurden von Februar 2001 bis Dezember 2003 zwei Staffeln von ProSieben ausgestrahlt. Von Oktober 2005 bis Juni 2006 wurde Trigger Happy TV bei NICK Comedy gesendet, von August bis Oktober 2008 bei Comedy Central Deutschland.

## Internationale Ableger
Angelehnt an Trigger Happy TV sind:
- das deutsche Format Comedystreet mit Simon Gosejohann (ProSieben, 2002–2013),

die österreichischen Formate:
- echt fett (ORF 1, 2003–2007) und
- Unkürrekt (ATVplus, 2003–2004)

und das Schweizer Format:
- Rätpäck (SF 1, 2004–2007).

## Auszeichnungen
- 2000 - Goldene Rose von Montreux Bronzene Rose in der Kategorie Comedy